# كارل لوهمان
كارل لوهمان (بالألمانية: Karl Lohmann)‏ (و. 1898 – 1978 م) هو عالم كيمياء حيوية، وأستاذ جامعي، وكيميائي، وطبيب ألماني، ولد في بيلفلد، كان عضوًا في الأكاديمية الألمانية للعلوم في برلين، والأكاديمية الألمانية للعلوم ليوبولدينا، توفي في برلين، عن عمر يناهز 80 عاماً.

## التعليم
تعلم في جامعة غوتينغن
.

## جوائز
حصل على جوائز منها:
- وسام هلمهولتز (1978)
- ميدالية كوثينيوس (1967)
- Hervorragender Wissenschaftler des Volkes  [لغات أخرى]‏ (1963)
- Adolf Fick Prize  [لغات أخرى]‏ (1939)
- الجائزة الوطنية لجمهورية ألمانيا الديمقراطية
- وسام الاستحقاق الوطني الذهبي